# 알렉산더르 스탐볼리스키

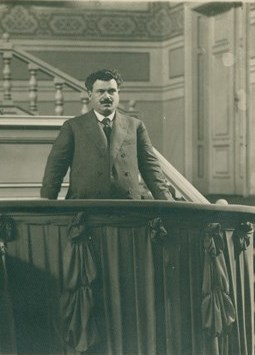
1921년의 스탐볼리스키

알렉산더르 스토이메노프 스탐볼리스키(불가리아어: Александър Стоименов Стамболийски, 1879년 3월 1일~1923년 6월 14일)는 불가리아의 정치인, 사회운동가이다. 1919년부터 1923년까지 불가리아 왕국의 총리를 지냈다.
1902년에 군주제를 반대하는 불가리아 농민국민연합에서 발간하는 신문 편집자로 일했으며, 1908년에 정계에 입문하여 국회의원이 되었다. 제1차 세계 대전 당시 불가리아 국왕 페르디난드 1세의 친독일 정책을 반대하다가 1915년에 종신형을 선고받고 복역 중 1918년에 석방되었다. 이후 라도미르에 수립된 공화 정부의 총리로 추대되었으나 이도 왕국에게 진압되었다. 1919년에 인민당의 테오도르 테오도로프와 농민국민연합의 연립 정권에 가세하여 총리가 되었고, 뇌이 조약에 서명했다.
1920년 총선에서 농민국민연합이 승리하자 단독으로 내각을 구성하여 총리에 올랐다. 정권을 잡은 후 농업 정책 등 대대적인 제도 개혁을 실시하고 동유럽의 공산 정권과 유대 관계를 맺었다. 1923년 4월 총선에서도 스탐볼리스키가 이끄는 농민국민연합이 승리했으나 그의 정책에 불만을 품은 우익과 군부가 주도한 쿠데타로 정권이 붕괴되었고, 그도 내부 마케도니아 혁명 기구의 요원에게 유괴되어 고문을 받은 후 살해당했다.